# Selydove
Selydove (ukrainsk: Селидове, russisk: Селидово, tidligere: Selydivka) er en By af regional betydning i Donetsk oblast, Ukraine. Byen ligger i den vestlige del af regionen, ved Solona-floden (en biflod til Volchya i Dneprbækkenet), 44 km nordvest for oblastens centrum Donetsk. Den  har et indbyggertal på ca.  21.916 (2021).
Minelandsbyen er opstået af en kosakkisk bosættelse, der blev grundlagt mellem 1770 og 1773 og hed Selydivka (Селидівка). I 1956 fik Selydove status som by og blev omdøbt til sit nuværende navn.